# Ophiocaryon manausense
Ophiocaryon manausense är en tvåhjärtbladig växtart som först beskrevs av William Antônio Rodrigues, och fick sitt nu gällande namn av Rupert Charles Barneby. Ophiocaryon manausense ingår i släktet Ophiocaryon och familjen Sabiaceae. Inga underarter finns listade.